# Paulo Vanzolini
Paulo Emílio Vanzolini (São Paulo, 25 de abril de 1924 — São Paulo, 28 de abril de 2013) foi um zoólogo e compositor brasileiro, autor de famosas canções como "Ronda", "Volta por Cima", "Moda da Onça" e "Na Boca da Noite".
Compôs mais de 70 canções, que já foram interpretadas por grandes nomes da música brasileira, como Chico Buarque, Alcione, Beth Carvalho, Carlinhos Vergueiro, Carmen Costa, Ângela Maria, Cauby Peixoto, Elis Regina, Elza Soares, Emílio Santiago, Jair Rodrigues, Miúcha, Maria Bethânia, Marlene, Martinho da Vila, Márcia, Nelson Gonçalves, Nora Ney, Paulinho da Viola, Ventura Ramirez e Inezita Barroso.
Foi um dos idealizadores da Fundação de Amparo à Pesquisa do Estado de São Paulo (FAPESP), da qual redigiu o anteprojeto de criação, e ativo colaborador do Museu de Zoologia da Universidade de São Paulo que, com seu trabalho, aumentou a coleção de répteis de cerca de 1,2 mil para 230 mil exemplares.
Adaptou a Teoria dos Refúgios a partir de estudos conjuntos com o geógrafo Aziz Ab'Saber e com o estadunidense Ernest Williams, o que revolucionou a compreensão da evolução dos vertebrados no Brasil.
Nos últimos anos de vida, casado com a cantora Ana Bernardo, já não compunha, mas ainda acompanhava os shows da mulher e frequentava algumas rodas de samba em bares de São Paulo. No dia 25 de abril de 2013, ao completar 89 anos, foi internado no Hospital Albert Einstein por pneumonia. Faleceu 3 dias depois.

## Biografia

### Juventude
Descendente de italianos, seu pai, o engenheiro Carlos Alberto Vanzolini, foi com a família para o Rio de Janeiro quando Paulo tinha quatro anos. A família voltou para São Paulo dois anos depois, em 1930. Paulo cursou o primário no Colégio Rio Branco e o ginásio em escola pública. onde se formou em 1938. 

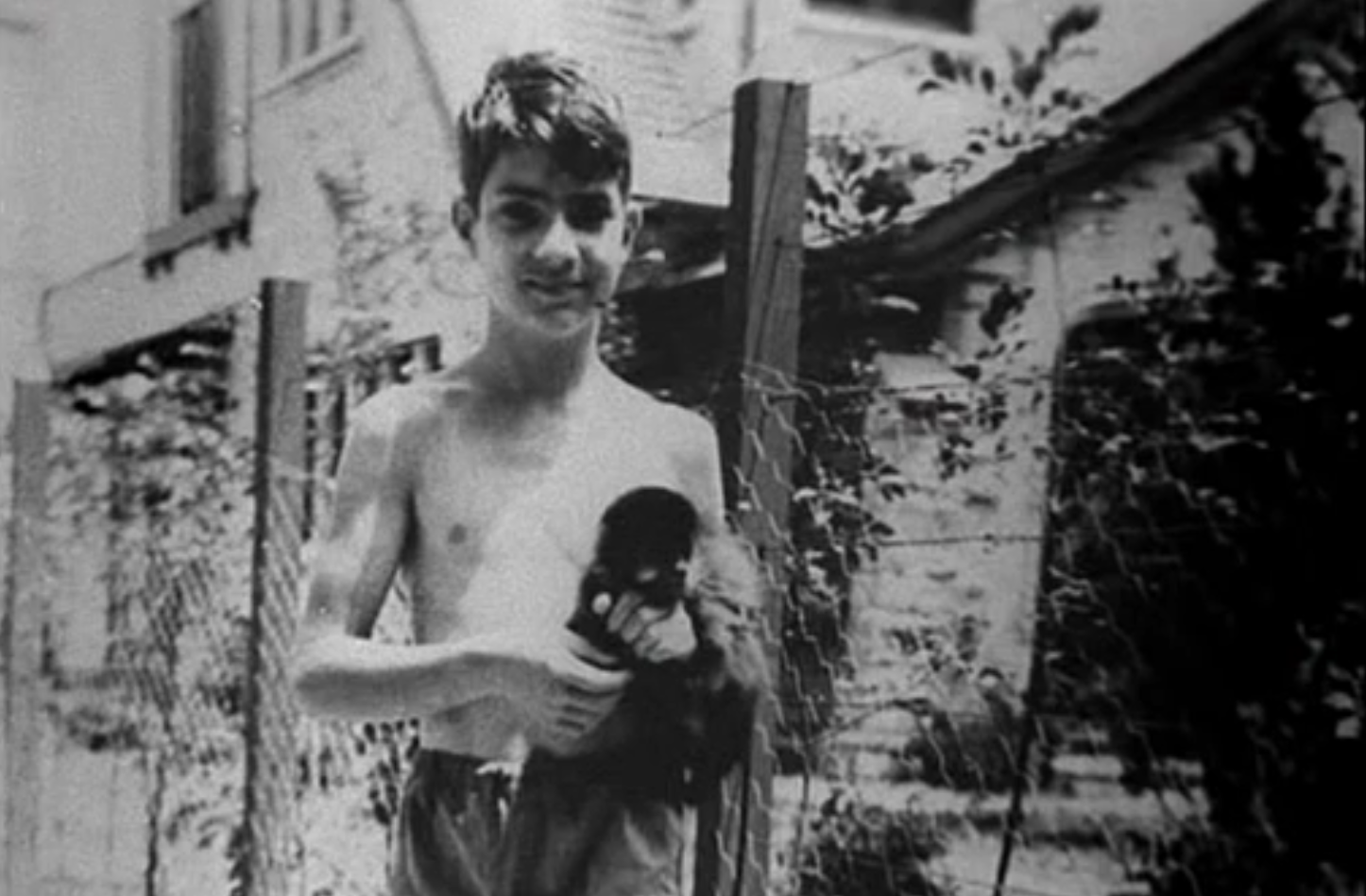
Vanzolini aos 10 anos de idade.

Aos dez anos de idade, Vanzolini visitou o Instituto Butantã, em São Paulo, onde surgiu sua vontade de ser biólogo e estudar répteis. Anos mais tarde, pretendia fazer graduação em zoologia, mas orientado pelo professor André Dreyfuss, fundador do Instituto de Biologia da USP, foi convencido a cursar medicina pois, na época, abriria mais possibilidades para doutorado no exterior.
Então, em 1942, ingressou na Faculdade de Medicina da Universidade de São Paulo. Nessa época, junto com grupos de estudantes, passou a frequentar as rodas boêmias e a compor seus primeiros sambas.
Em 1944, deixou a casa dos pais e foi morar no Edifício Martinelli, e a trabalhar com um primo, Henrique Lobo, na Rádio América, no programa Consultório Sentimental, de Cacilda Becker. Em seguida, foi convocado para o Exército, interrompendo os estudos. Dois anos depois retomou o curso de Medicina, passou a lecionar no Colégio Bandeirantes e começou a trabalhar no Museu de Zoologia da Universidade de São Paulo.

Em 1945, serviu na cavalaria do Exército, e fazia patrulha em regiões de prostituição no centro de São Paulo, o que lhe rendeu inspiração para compor o samba-canção Ronda, que só seria gravada 8 anos mais tarde, no disco de Inezita Barroso.

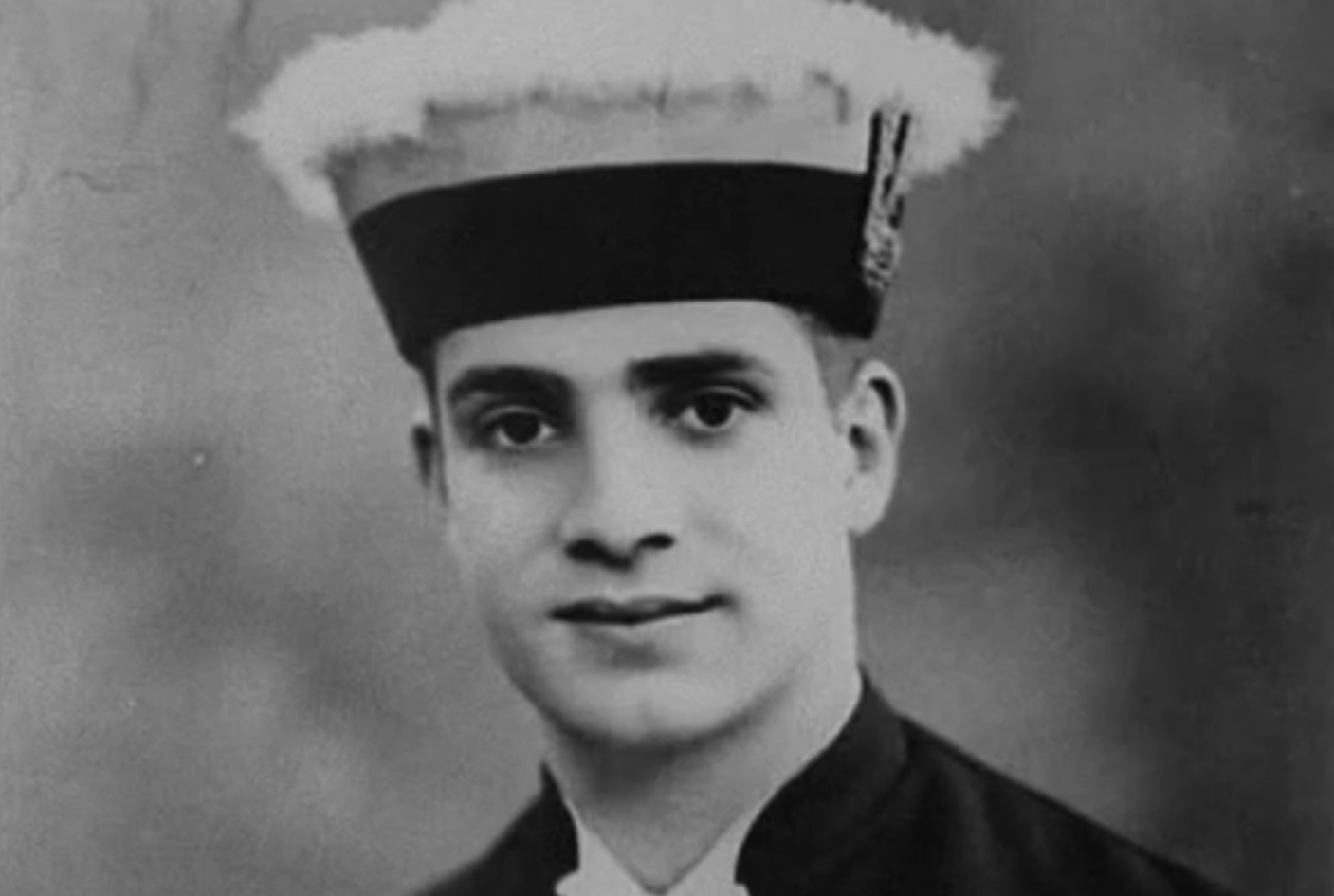
Vanzolini em sua formatura em medicina pela Universidade de São Paulo (FMUSP), em 1947.

Formou-se em medicina em 1947, profissão a qual nunca exerceu, e casou-se em 1948, com Ilze, com quem teria cinco filhos. No ano seguinte, foi para Boston, nos Estados Unidos, onde obteve o doutorado em zoologia pela Universidade Harvard. Especializou-se em herpetologia, ramo da zoologia que estuda répteis e anfíbios.
Em 1951, por insistência do amigo Geraldo Vidigal, publicou pelo Clube de Poesia o livro Lira de Paulo Vanzolini. 

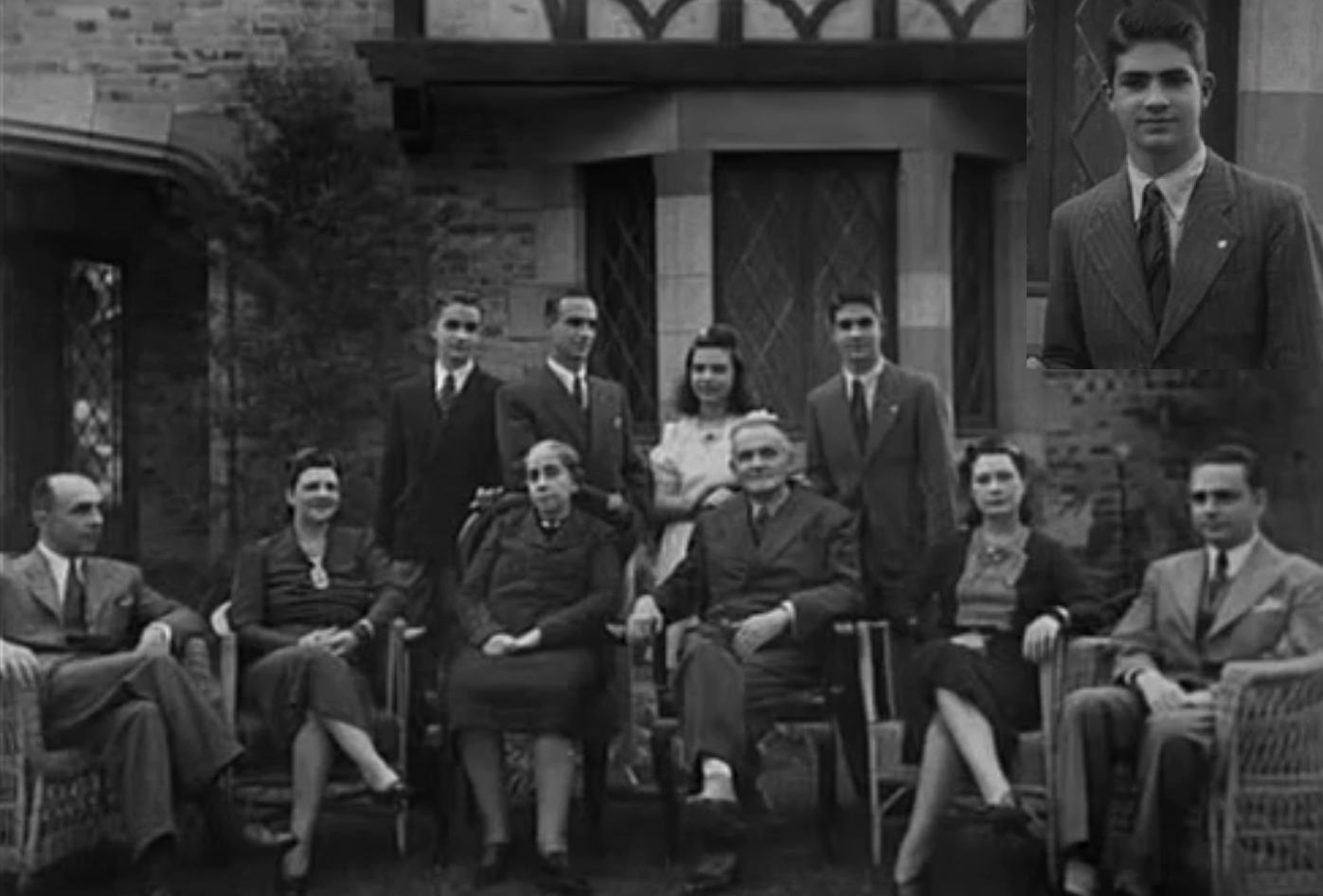
Família Vanzolini, quando Paulo iniciou seu trabalho no museu de zoologia, na década de 40.

Em 1959, o violonista José Henrique, dono da boate Zelão, mostrou o samba "Volta por Cima" ao cantor Noite Ilustrada, que o lançou em 1963, pela Philips, com estrondoso sucesso. Nesse mesmo ano, Paulo Vanzolini foi nomeado diretor do Museu de Zoologia, cargo que exerceu durante trinta anos. Mesmo depois de se aposentar em 1993, continuou trabalhando na instituição. "É a única coisa de que gosto, a única coisa que sei fazer", declarou à revista Scientific American Brasil em 2002.
Em novembro de 1967, Luís Carlos Paraná, da boate Jogral, e Marcus Pereira, dono de uma agência de publicidade, resolveram produzir um LP chamado "Onze Sambas e uma Capoeira" com as composições inéditas de Paulo Vanzolini, conhecidas apenas por seus amigos frequentadores das mesmas rodas de samba.

### Morte
Paulo Vanzolini morreu no dia 28 de abril de 2013, em São Paulo, aos 89 anos. Ele estava internado desde o dia 25, dia em que completou 89 anos, na UTI do Hospital Albert Einstein, com uma pneumonia extensa.

## Trabalho Musical

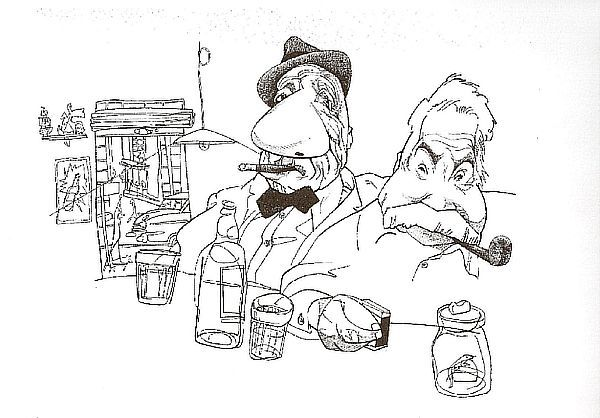
Adoniran Barbosa e Paulo Vanzolini, representantes do samba paulista, do caricaturista Cássio Loredano.

Criou sambas antológicos e, ao mesmo tempo, uma ciência de altíssimo nível. Não tocava nenhum instrumento, nem lia partitura, e precisava de um músico para colocar em pautas as músicas que tinha na cabeça, tamborilando com os dedos e indicando: “agora mais pra baixo, agora mais pra cima, o som é este”. A canção vinha com a letra, e ia fazendo correções à exaustão, muitas vezes demorando mais de um ano para finalizar uma música. Um dos músicos com os quais traduzia suas músicas era o cantor Adauto Santos, que conheceu na noite. Vanzolini sempre dizia: “Acho que sou o único músico que não conhece a diferença entre tom menor e tom maior”. No documentário "Um Homem de Moral", de 2009, ele deu um exemplo de como concebia as músicas:
"Geralmente, aparece uma frase pronta, com letra e música, e depois eu trabalho em cima, com calma e paciência. Quando eu estava em Cláudia, no norte de Mato Grosso do Sul, sentado sozinho na varanda de casa, me veio a seguinte frase na cabeça: "quando eu for, eu vou sem pena. Pena vai ter quem ficar.". Me veio assim, letra e música."
Paulo Vanzolini escreveu também parte da letra de Cuitelinho, uma canção tradicional brasileira recolhida por seu amigo Antônio Carlos Xandó e  gravada originalmente em 1974 por Nara Leão.

### Relacionamento com outros músicos

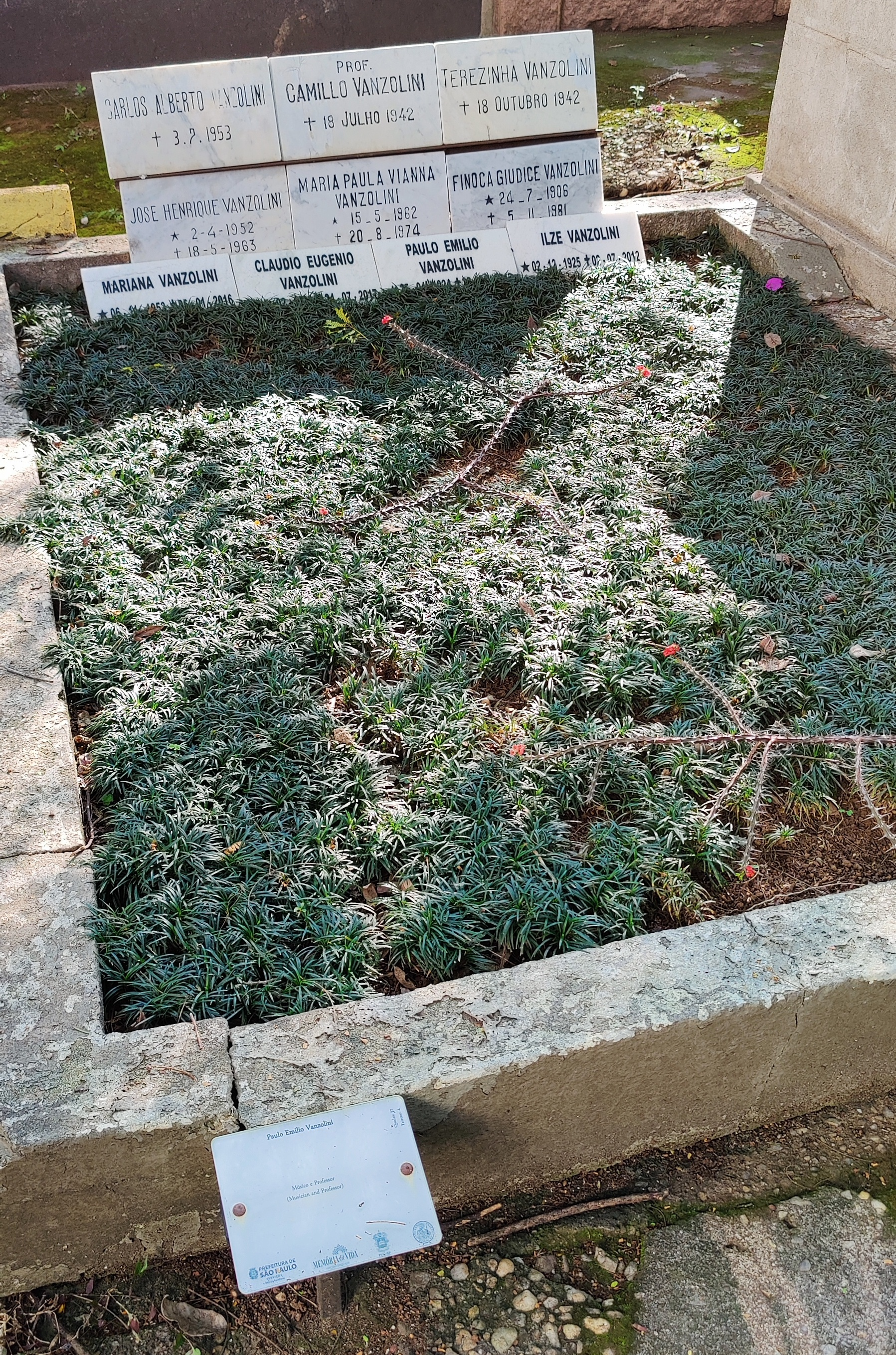
Túmulo da família Vanzolini no Cemitério da Consolação (2022).

Paulo Vanzolini era amigo de infância da família Buarque de Holanda, e frequentava a casa de Sérgio Buarque e de Chico Buarque, e contou isso em entrevista ao Antônio Abujamra, no programa Provocações, em 2004: "A casa de Sérgio Buarque era o lugar mais intelectual e simpático que já vi, sem pretensão, sem firula. Era um lugar maravilhoso, e a turma que se reunia lá era fantástica. Chico cresceu no meio disso, escutando conversas, e levou uma vantagem danada. Agora, se ele (Chico) não tivesse o talento que tem, vantagem cultural não adiantaria de nada."
Paulo Vanzolini e Adoniran Barbosa, os dois compositores mais famosos na criação de personagens e da alma paulistana, eram amigos e se admiravam mutuamente. Vanzolini considerava Adoniran como um "fora de série", o grande cronista da cidade, e o chamava de “Seu Barbosa”, compondo em sua homenagem uma canção homônima. Adoniran, por sua vez, o admirava e dizia: “Ele é um homem de saber, um doutor, sabe falar direito”.

## Trabalhos e contribuições à Ciência

### Teoria dos Refúgios
A Teoria dos refúgios, também conhecida como teoria dos redutos, é uma das explicações da ciência para os padrões de biodiversidade e endemismo nas florestas Amazônica e Atlântica do Brasil. Foi concebida pelo ornitologista e geólogo alemão Jürgen Haffer.

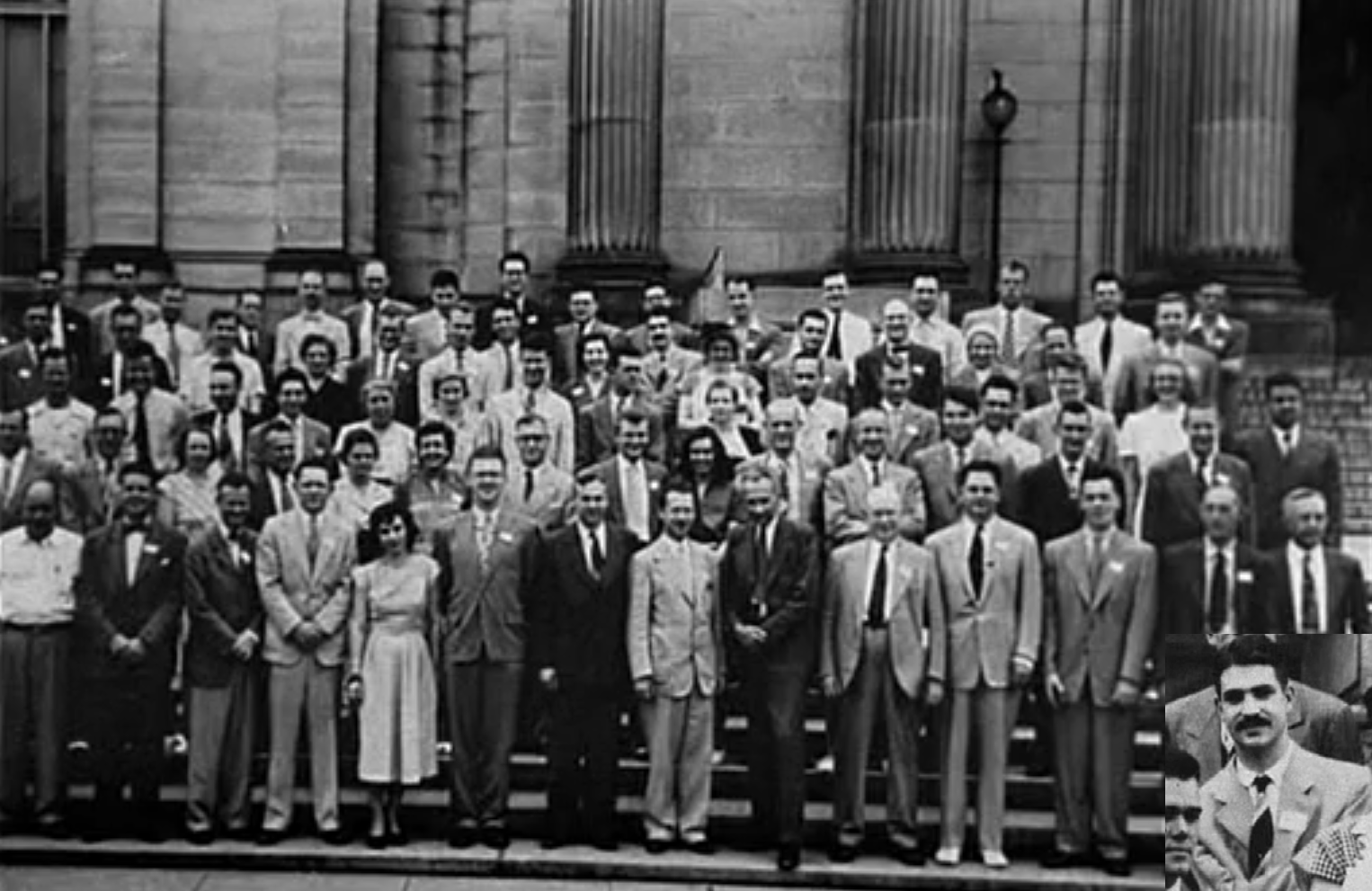
Doutorado em zoologia pela Universidade de Harvard, Estados Unidos. Na imagem acima, Vanzolini na região central, sétima posição (da direita para esquerda), na quarta fileira (de baixo para cima).

Se baseia nas glaciações no pleistoceno que causaram períodos de seca e levaram ao isolamento geográfico das espécies florestais e o consequente aumento dos endemismos. Durante esse período, as florestas originais teriam se fragmentado, abrindo espaço para plantas de clima semi-árido. Com a volta do clima original, as florestas retomaram o local de origem, mas agora abrigavam espécies diferentes, pelo tempo em que viveram isoladas.
Já era claro que o processo de especiação podia ser iniciado por eventos de vicariância, mecanismo evolutivo no qual a distribuição de uma espécie ancestral é fragmentada em duas ou mais áreas, devido ao surgimento de uma barreira natural.
Mas na Floresta Amazônica não parecia haver eventos que justificassem a diversidade de espécies. Questionando se a continuidade genética poderia ser quebrada sem essa barreira fisiográfica, Vanzolini propôs uma mudança no padrão geográfico que poderia explicar a distribuição vicariante em ambientes contíguos. Baseado em seus estudos com répteis, Vanzolini propôs que o clima amazônico pode variar entre semiárido e úmido. As populações que ficaram dentro do refúgio e a que se diferenciou para viver fora da floresta passam então a ser vicariantes ecológicas.

## Homenagens
Vanzolini foi homenageado pela escola de samba carioca Mocidade Independente de Padre Miguel em 1985, com o tema "Ziriguidum 2001, um carnaval nas estrelas", sobre um imaginário corso de sambistas ao espaço sideral.
Foi enredo da escola de samba Mocidade Alegre, no carnaval de 1988. Foram exaltadas as suas duas faces, cientista e poeta.

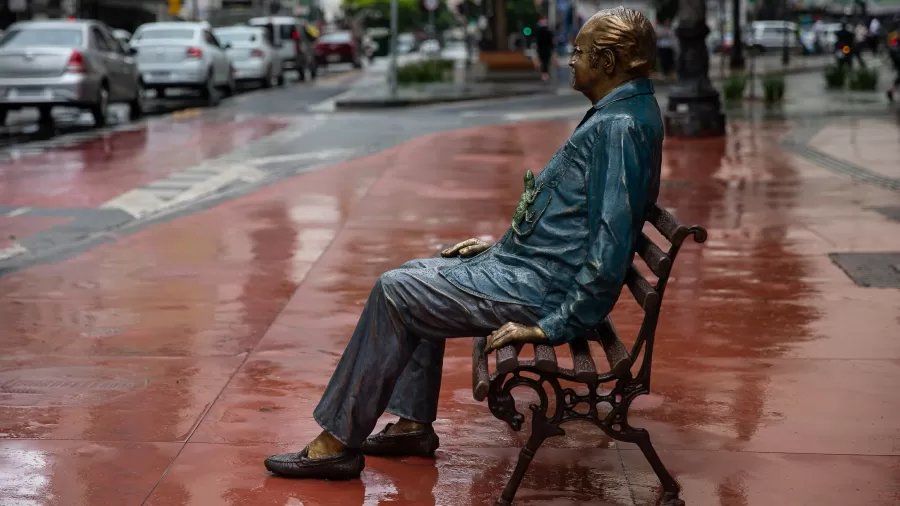
Estátua de Paulo Vanzolini, no cruzamento das avenidas Ipiranga e a São João, em São Paulo.

Também foi homenageado pela escola de samba paulistana Vai-Vai no ano de 2005 com o enredo "Eu também sou imortal", tema sobre o samba e a boemia de São Paulo. E logo após o seu falecimento, em 29 de abril de 2013, a escola de samba paulistana Mocidade Alegre anunciou seu enredo de 2014, tendo como tema os 90 anos do boêmio paulista.
Após sua morte, a Secretaria de Cultura da cidade de São Paulo anunciou uma homenagem na Virada Cultural da cidade. O senador  Eduardo Suplicy também manifestou pesar pela morte de Vanzolini em discurso no Senado Federal, encaminhando, em seguida, requerimento de inserção em ata de voto de pesar pelo falecimento do biólogo e compositor.
Em dezembro de 2022, foram realizadas reformas no cruzamento da Avenida Ipiranga e a São João, com colocação de estátuas em homenagem aos representantes do samba paulista, Adoniran Barbosa e Paulo Vanzolini.
Entre 29 de agosto de 2024 e 16 de março de 2025, o SESC Ipiranga recebeu uma exposição em homenagem ao seu centenário, chamada "100 anos de Paulo Vanzolini, o cientista boêmio".

## Prêmios e condecorações
- Paulo Vanzolini foi agraciado com a Grã-Cruz da Ordem Nacional do Mérito Científico.

- Em agosto de 2008, o cientista e compositor foi também premiado pela Fundação Guggenheim, em Nova Iorque, em virtude de suas contribuições para o progresso da ciência. O mesmo prêmio foi dado a três outros cientistas brasileiros, em outras áreas além da biologia.
- Em dezembro de 2010, foi promovido a Grande Oficial da Ordem do Ipiranga.[21]
- Em março de 2013, recebeu o Prêmio APCA (Associação Paulista de Críticos de Arte) pelo conjunto da obra.[7]

## Táxons nomeados em sua homenagem
Existem 15 espécies animais, na maioria anfíbios e répteis, nomeadas em sua homenagem:
- Alpaida vanzolinii Levi, 1988[22] - (Arachnida,  Araneidae)
- Alsodes vanzolinii (Donoso-Barros, 1974)[23] - (Amphibia, Cycloramphidae)
- Amphisbaena vanzolinii Gans 1963[24] - (Reptilia, Amphisbaenidae)
- Anolis vanzolinii (Williams, Orces, Matheus, Bleiweiss 1996)[25] - (Reptilia, Polychrotidae)
- Cochranella vanzolinii Taylor & Cochran 1953[26] - (Amphibia, Centrolenidae)
- Dendrobates vanzolinii Myers, 1982[27] - (Amphibia, Dendrobatidae)
- Exallostreptus vanzolinii Hoffman 1988[28] - (Diplopoda, Spirostreptidae)
- Gymnodactylus vanzolinii Cassimiro & Rodrigues 2009[29] - (Reptilia, Phyllodactylidae)
- Hylodes vanzolinii Heyer 1982[30] - (Amphibia, Hylodidae)
- Liophis vanzolinii Dixon 1985[31] - (Reptilia, Colubridae)
- Nausigaster vanzolinii Andretta & Carrera 1952[32] - (Insecta, Syrphidae)
- Phrynomedusa vanzolinii Cruz 1991[33] - (Amphibia, Hylidae)
- Psittoecus vanzolinii Guimarães 1974[34] - (Insecta, Philopteridae)
- Saimiri vanzolinii Ayres 1985[35] - (Mammalia, Primates, Cebidae)
- Vanzosaura Rodrigues 1991[36] - (Reptilia, Gymnophthalmidae)

## Documentários
Paulo Vanzolini foi tema de três documentários do diretor Ricardo Dias, de cujo pai era amigo. 
- Os calangos do boiaçu (1992): sobre seu trabalho como herpetologista.
- Um homem de moral (2009): sobre sua obra musical.

## Entrevistas
Foi entrevistado pelo já falecido Antônio Abujamra no programa Provocações da TV Cultura em abril de 2004, quando completou 80 anos. 

## Discografia
- 1967: Onze Sambas e uma Capoeira (vários intérpretes).
- 1974: A Música de Paulo Vanzolini
- 1981: Por Ele Mesmo
- 2002: Acerto de Contas (vários intérpretes)

## Livros publicados
- Lira de Paulo Vanzolini - Editora: Cadernos do Clube de Poesia, 1952
- Tempos de Cabo - Ilustrações de Aldemir Martins - 1981 (reeditado em 2009)
- An annotated bibliography of the land and fresh-water reptiles of South America (1758-1975) - v. I - MZUSP, 1977

- An annotated bibliography of the land and fresh-water reptiles of South America (1758-1975) - v. II - MZUSP, 1978
- Terra Papagalorum - Editora: Imprensa Oficial, 2019